# پالایی
پالایی (به لاتین: Pallai) یک منطقهٔ مسکونی در سری‌لانکا است که در Pachchilaipalli Divisional Secretariat واقع شده‌است. پالایی ۱۱٫۰ متر بالاتر از سطح دریا واقع شده‌است.